# Region Bathurst

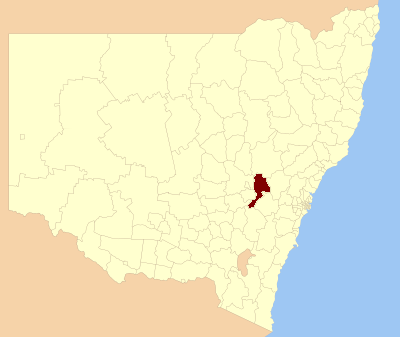
Położenie regionu na mapie Nowej Południowej Walii

Region Bathurst (Bathurst Regional Council) – obszar samorządu terytorialnego w australijskim stanie Nowa Południowa Walia, powstały w roku 2004 z połączenia miasta Bathurst i sąsiadującego z nim hrabstwa Evans. Oprócz Bathurst, w skład regionu wchodzą miasteczka Kelso i Raglan oraz wsie Eglinton, Perthville, Rockley, Georges Plains, Trunkey Creek, Brewongle, Vittoria, Peel, Wattle Flat, Sofala, Hill End i Meadow Flat.
Powierzchnia regionu wynosi 3820 km², a ludność 35 845 osób (2006).